# František Xaver Bakeš
František Xaver Bakeš (7. prosince 1833 Šaratice – 6. listopadu 1917 Brno) byl český učitel, hudebník, velkostatkář a politik, počátkem 20. století poslanec moravského zemského sněmu.

## Život
Narodil se jako nemanželský syn Františky Bakešové a svého prastrýce Františka Boháče. V roce 1859 se mu narodil nemanželský syn František Kyselka, pozdější člen brněnské městské rady a předseda školské a kulturní komise.
V roce 1852 vystudoval učitelský ústav a poté nastoupil od roku 1852 jako podučitel v Šaraticích. Od roku 1859 učil v Telnici, od roku 1860 v Boskovicích a roku 1861 byl jmenován naudučitelem ve Velkém Ořechově, od roku 1866 v Blansku. V roce 1874 se vrátil do Ořechova a učil zde coby nadučitel do roku 1888. Mezitím se roku 1870 velkostatek v Ořechovičkách, jehož správě se po odchodu do penze v roce 1888 věnoval. Zde prosazoval nové (pokrokové) metody v zemědělství. Od roku 1875 byl jednatelem Hospodářského brněnského spolku a od roku 1897 členem komise pro vyměřování osobní daně. Založil Akciovou sladovnu v Rajhradě, kde se počátkem 20. století uvádí jako místopředseda jejího vedení. Spolu s manželkou pořádali v Troubsku v 90. letech zemědělské výstavy (v roce 1895 prezentoval svůj region i na výstavě v Praze).
Zasedal za Stranu konzervativního velkostatku na Moravském zemském sněmu, kam byl zvolen v zemských volbách roku 1906 za kurii velkostatkářskou, ve II. sboru.
Dne 17. 8. 1870 se oženil s Lucií Wanklovou, dcerou doktora Jindřicha Wankla. František s manželkou Lucií a s jejich synem lékařem Jaroslavem Bakešem založili 21. června 1928 spolek Dům útěchy (dnešní Masarykův onkologický ústav). Své manželce pomáhal při její práci etnografky.